# Waitkera
Waitkera is een monotypisch geslacht van spinnen uit de  familie van de wielwebkaardespinnen (Uloboridae).

## Soort
- Waitkera waitakerensis (Chamberlain, 1946)